# Йоготерапия
Йоготерапия — вид физической культуры, связанный с терапией заболеваний (очевидных патологии и латентных форм) с помощью практики йоги. В качестве инструментов могут выступать как асаны и пранаямы, так и различные варианты медитативных техник — концентрация на телесных, аудиальных и визуальных объектах.

## Йоготерапия как наука
Мягкое растяжение, практикуемое в йоге, стимулирует кровообращение и поток лимфы. Согласно исследованиям[каким?], после регулярных занятий йогой снижается артериальное давление и подавляется выброс гормонов стресса, а лимфатические сосуды расширяются и эффективно выполняют свои функции.